# 勞赫山 (貝希特斯加登阿爾卑斯山脈)
47°30′08″N 12°49′25″E / 47.502222°N 12.823611°E
勞赫山（德語：Rauchkopf），是奧地利的山峰，位於該國中部，由薩爾茨堡州負責管轄，屬於貝希特斯加登阿爾卑斯山脈的一部分，海拔高度1,953米，每年平均降雨量2,073毫米。